# Написи Бір Ель-Кут

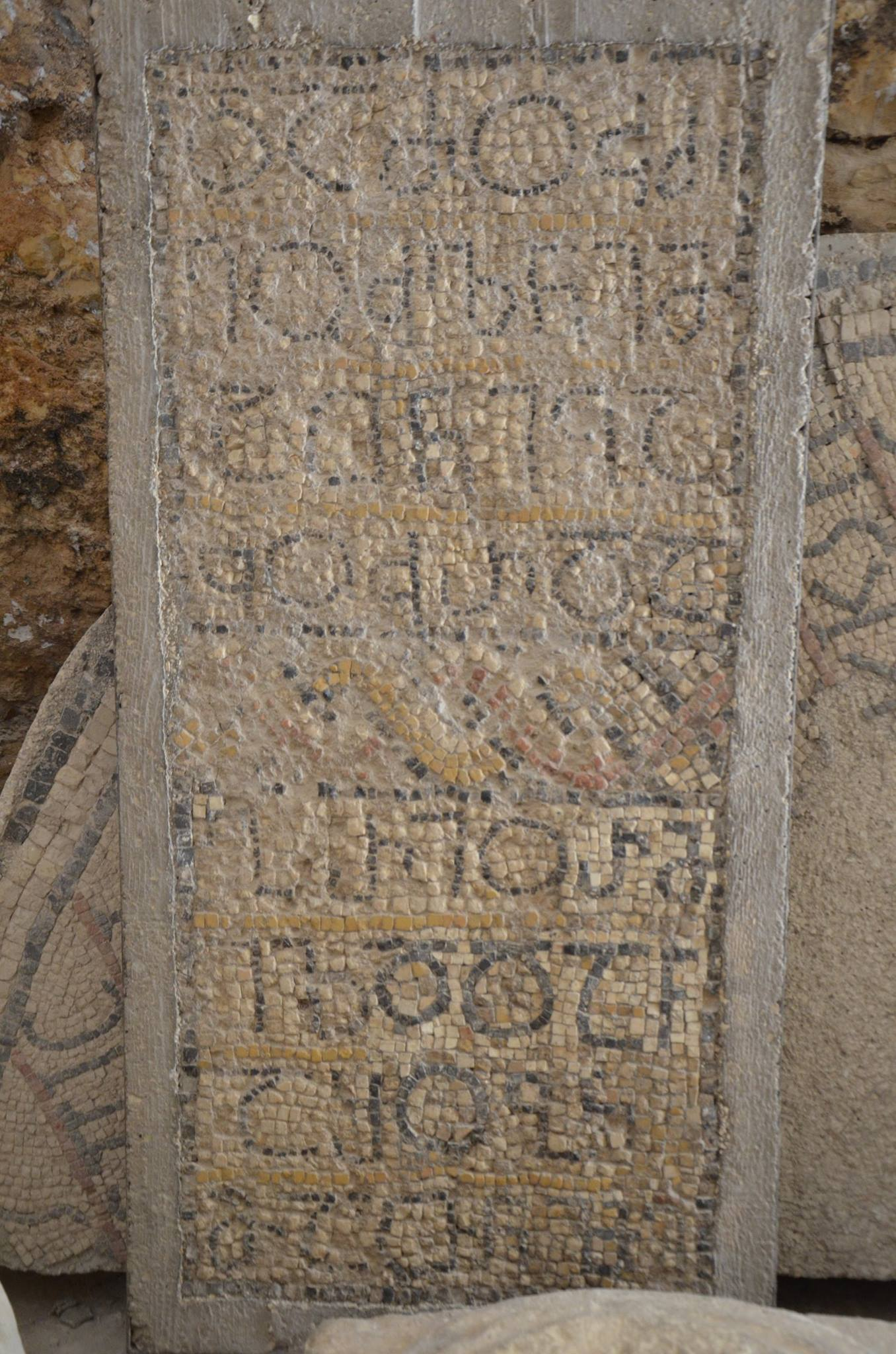

Написи Бір Ель-Кут (груз. ბირ ელ ყუტის წარწერები) — написи грузинською мовою на візантійській мозаїці, зроблені стародавнім грузинським алфавітом асомтаврулі. 
Пам'ятка була знайдена в 1952 році італійським археологом Вірджіліо Каніо Корбо під час розкопок грузинського монастиря поблизу Бир ель-Кут в Юдейській пустелі (за 6 км на південний схід від Єрусалиму і за 2 км на північ від Вифлеєма). 
Грузинські написи були знайдені на мозаїчній підлозі. Два написи датуються 430 роком, третій — 532-м. Досі перші два написи є найдавнішими з відомих нині грузинських написів. В одному з написів згаданий грузинський філософ Петро Іверський.